# 4786 Татьяніна
4786 Татьяніна (4786 Tatianina) — астероїд головного поясу, відкритий 13 серпня 1985 року.
Тіссеранів параметр щодо Юпітера — 3,516.